# Ziyodajon Isakova
Ziyodajon Isakova (14 de febrero de 1998) es una deportista uzbeka que compite en taekwondo adaptado. Ganó una medalla de plata en los Juegos Paralímpicos de París 2024, en la categoría de –47 kg.

## Palmarés internacional
| Juegos Paralímpicos | Juegos Paralímpicos | Juegos Paralímpicos | Juegos Paralímpicos |
| Año                 | Lugar               | Medalla             | Categoría           |
| ------------------- | ------------------- | ------------------- | ------------------- |
| 2024                | París (Francia)     | Medalla de plata    | –47 kg              |